# Cardiospermum spinosum
Cardiospermum spinosum är en kinesträdsväxtart som beskrevs av Ludwig Radlkofer. Cardiospermum spinosum ingår i släktet ballongrankor, och familjen kinesträdsväxter. Inga underarter finns listade i Catalogue of Life.